# Броньчани
Броньчани (пол. Brończany) — село в Польщі, у гміні Юхновець-Косьцельний Білостоцького повіту Підляського воєводства.
Населення — 238 осіб (2011).
У 1975-1998 роках село належало до Білостоцького воєводства.

## Демографія
Демографічна структура станом на 31 березня 2011 року:
|          | Загалом | Допрацездатний вік | Працездатний вік | Постпрацездатний вік |
| -------- | ------- | ------------------ | ---------------- | -------------------- |
| Чоловіки | 116     | 22                 | 79               | 15                   |
| Жінки    | 122     | 27                 | 67               | 28                   |
| Разом    | 238     | 49                 | 146              | 43                   |